# Riu Roig
El riu Roig (en xinès tradicional: 紅河, xinès simplificat: 红河, pinyin: Hóng Hé, vietnamita: Sông Nhi Ha) és un riu asiàtic del vessant del Mar de la Xina Meridional que travessa del cap nord-est al sud-est el territori de Yunnan, província del sud de la Xina, i el Tonquín, nord del Vietnam. El riu Roig té una longitud total de 1.200 km i una conca de 170.977 km².
Neix a les muntanyes de Yunnan i el seu curs en territori xinès transcorre entre congostos profunds. Quan arriba al Vietnam (darrers 510 km) passa a ser un riu de plana que forma un delta molt gran a la seva desembocadura al golf de Tonquín. El seu cabal és molt fluctuant en funció de les estacions monsòniques i genera inundacions periòdiques. Entre les poblacions vietnamites que banya destaquen la capital, Hanoi, i Hai Phong, tercera ciutat del país. Els seus afluents principals són el riu Negre (Sông Da) i el Lo (Sông Lo).